# 831 Stateira
831 Stateira este un asteroid din centura principală, descoperit pe 20 septembrie 1916, de Max Wolf.